# Noman Çelebicihan
Noman Çelebicihan (Perekop, 1885 – Sebastopoli, 23 febbraio 1918) è stato un politico tataro di Crimea, avvocato, muftī dei musulmani di Crimea, e scrittore.
Fu presidente dell'indipendente Repubblica Popolare di Crimea di breve durata, istituita il 26 novembre (il 9 dicembre sotto il calendario gregoriano), 1917. È noto per aver scritto la poesia "Ant etkenmen" ("Ho giurato"), che divenne l'inno nazionale tataro di Crimea. La sua morte prematura per mano delle forze bolsceviche durante la guerra civile russa è ancora oggi commemorata nella nazione tatara crimeana.

## Biografia
Noman Çelebicihan nacque nel 1885, nel villaggio di Büyük Sonaq, nella regione di Čonhar in Crimea, vicino all'attuale città di Džankoj. Il villaggio, che oggi non esiste più, era conosciuto nel 1948-1968 come villaggio di Chirik all'interno del consiglio rurale di Zavet Lenin.
Il nome del padre era İbraim Çelebi, un membro di una ricca famiglia tatara di Crimea. Anche la madre proveniva da una famiglia benestante, figlia di Cihanşah Çelebi. Ricevette la sua istruzione primaria nel suo villaggio. In seguito, per mancanza di opportunità, Çelebicihan fu inviato a Gülümbey Medrese, una delle madrase più famose dell'epoca, con l'aiuto degli zii. Successivamente fu inviato a Costantinopoli per approfondire la sua istruzione.
Noman Çelebicihan arrivò a Istanbul, nell'Impero ottomano nel 1908. Frequentò il Vefa Lisesi (Liceo Scientifico) e successivamente la Facoltà di Giurisprudenza. Risiedette nella sezione Karagümrük di Costantinopoli, dove viveva un piccolo gruppo di studenti tatari di Crimea. Una delle prime organizzazioni che fondò, mentre era studente a Costantinopoli, fu la Yaş Tatar Yazıcılar Cıyını (Associazione dei Giovani Scrittori Tatari). Fondò questa associazione con la sua amica Abibulla Temircan nel 1910 e pubblicò le sue prime opere letterarie come Qarılğaçlar Duası (La preghiera delle Rondini), Altın Yarıq (Luce d'Oro) e Şiirler Cönkü (Raccolta di Poesie). Fu uno dei fondatori originali dell'Associazione Studentesca tatara di Crimea e anche di Vatan (Patria), che divenne il seme dell'organizzazione politica Milliy Fırqa (Partito Nazionale) per portare avanti il movimento indipendente in Crimea durante il periodo più turbolento nella sua storia.
Dopo la laurea in giurisprudenza, Çelebicihan tornò in Crimea per essere coinvolto nel movimento per l'indipendenza e fu eletto a rappresentare la regione di Or della Crimea nel Qurultay tataro crimeano. Fu uno dei delegati più popolari per via della sua giovane età e dell'istruzione ricevuta a Istanbul. Nel 1917 fondò il Milliy Fırqa e nello stesso anno, durante l'apertura del Qurultay il 26 novembre 1917, Noman Çelebicihan fu eletto primo presidente della giovane Repubblica di Crimea.
Çelebicihan non era solo il presidente della Repubblica Popolare di Crimea indipendente e il Mufti di Crimea, Lituania e Polonia, ma anche poeta e scrittore. Oltre ai suoi lavori di cui sopra, i suoi poemi come Ant Etkenmen (Ho giurato), Bastırıq (Prigione), Ay gidi... (Oh per...), Savlıqman Qal Tatarlıq! (Addio Tataro!), Yolcu Ğarip (Povero Viaggiatore) e Tilkiden Selâm (Saluti dalla Volpe) sono le sue opere più popolari. Ant Etkenmen divenne il testo dell'inno nazionale tataro di Crimea e, secondo Şevqiy Bektöre (un altro poeta tataro crimeano), "... fu cantato per la prima volta durante lo storico Qurultay (1917)...". La sua poesia più memorabile, tuttavia, è Savlıqman Qal Tatarlıq!, che scarabocchiò sui muri della stazione ferroviaria di Simferopoli mentre andava a presentarsi al servizio militare durante la prima guerra mondiale.
Nel gennaio 1918, appena due mesi dopo essere stato eletto alla guida della sua nazione al Qurultay del popolo tataro di Crimea, le forze bolsceviche invasero la Crimea. Fu arrestato e imprigionato a Sebastopoli. Il 23 febbraio, un plotone di esecuzione della flotta del Mar Nero lo giustiziò e senza tante cerimonie gettò il suo corpo in mare senza offrirgli una degna sepoltura islamica.
È ancora oggi ricordato come un eroe tra i tatari di Crimea. Il Battaglione Noman Çelebicihan della Legione internazionale di difesa territoriale dell'Ucraina porta il suo nome.